# Sagina normaniana
Sagina normaniana là loài thực vật có hoa thuộc họ Cẩm chướng. Loài này được Lagerh. miêu tả khoa học đầu tiên năm 1898.